# فرانك إتش شفارتز
فرانك إتش شفارتز (بالإنجليزية: Frank Henry Schwarz)‏ هو رسام أمريكي، ولد في 21 يونيو 1894 في نيويورك في الولايات المتحدة، وتوفي في 5 سبتمبر 1951 في ماونت فيرنون في الولايات المتحدة.